# Egypt Today
Egypt Today ist eine ägyptische englischsprachige monatlich erscheinende Zeitschrift. Das Magazin, die zugehörige Webseite egypttoday.com sowie Business Today Egypt werden vom Verlag IBA Media herausgegeben und gehört zur größeren Egyptian Media Group, zu der unter anderem der Fernsehsender CBC gehört. Der Sitz ist in Kairo.

## Geschichte und Profil
Egypt Today erschien erstmals 1979.
Das Magazin beschäftigt sich mit aktuellen Ereignissen in Ägypten. 2005 wurde die Märzausgabe des Magazins landesweit verboten, die sich mit den ägyptischen Präsidentschaftswahlen beschäftigte. 2013 hatte das Magazin eine Auflage von 14.500 Exemplaren.